# Offenlegungsschrift
Eine Offenlegungsschrift (OS) ist die Erstveröffentlichung einer Patentanmeldung. Sie ist eine Vorstufe zu der geprüften Patentschrift.
Im deutschen Patentrecht wird die Offenlegungsschrift mit dem Schriftcode „A1“ gekennzeichnet. Die korrigierte Titelseite einer Offenlegungsschrift hat den Schriftcode „A8“, eine korrigierte Offenlegungsschrift den Schriftcode „A9“.
Davon abweichend haben Offenlegungsschriften beim europäischen Patentamt und bei PCT-Anmeldungen die Schriftcodes „A1“ (mit Recherchebericht) und „A2“ (ohne Recherchebericht).